# Ярослав (князь опольский)
Ярослав (пол. Jarosław, между 1143 и 1160 — 22 марта 1201) — опольский князь (с 1173), епископ Вроцлавский (с 1198).
Ярослав был старшим сыном силезского князя Болеслава Долговязого от его первой жены Звениславы-Анастасии. Семья была изгнана из Польши, и Ярослав вырос в Альтенбурге в Священной Римской империи.
В 1163 году император Священной Римской империи Фридрих I Барбаросса смог уговорить Болеслава Кудрявого вернуть Силезию детям Владислава Изгнанника, куда вернулся Болеслав Долговязый с семьёй. Однако вторая женитьба Болеслава — на немке Кристине — резко изменила статус Ярослава: мачеха стала интриговать в пользу собственных детей, и Ярослав был принуждён избрать духовную карьеру.
Ярослав не смирился с тем, что его лишают наследства, и начал борьбу при поддержке своего дяди Мешко Плясоногого. Вскоре ему предоставилась возможность восстановить свои права. В 1172—1173 годах Болеслав Долговязый в результате гражданской войны был изгнан в Эрфурт. В результате вмешательства императора Фридриха Барбароссы Болеславу была возвращена Нижняя Силезия, однако он был принуждён выделить Ратиборское княжество для Мешко, и Опольское княжество — для Ярослава.
В 1195 году Ярослав поддержал своего дядю Мешко III в битве у Мозгавы. В 1198 году Ярослав согласился на духовную карьеру и был избран епископом Вроцлавским. Признаком его примирения с отцом служат отчеканенные в то время монеты, на которых помещены рядом имена их обоих.
Ярослав умер в 1201 году, когда ещё был жив его отец. Так как у него самого наследников не было, то Опольское княжество вернулось к Болеславу.